# Karel Miljon
Karel Leendert Miljon, född 17 september 1903 i Amsterdam, död 8 februari 1984 i Bennebroek, var en nederländsk boxare.
Miljon blev olympisk bronsmedaljör i lätt tungvikt i boxning vid sommarspelen 1928 i Amsterdam.